# الرياضة في نيوزيلندا

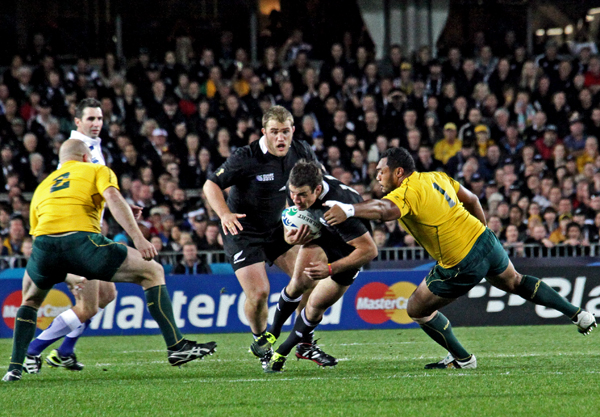
أول بلاكس ضد أستراليا في كأس العالم للرجبي 2011

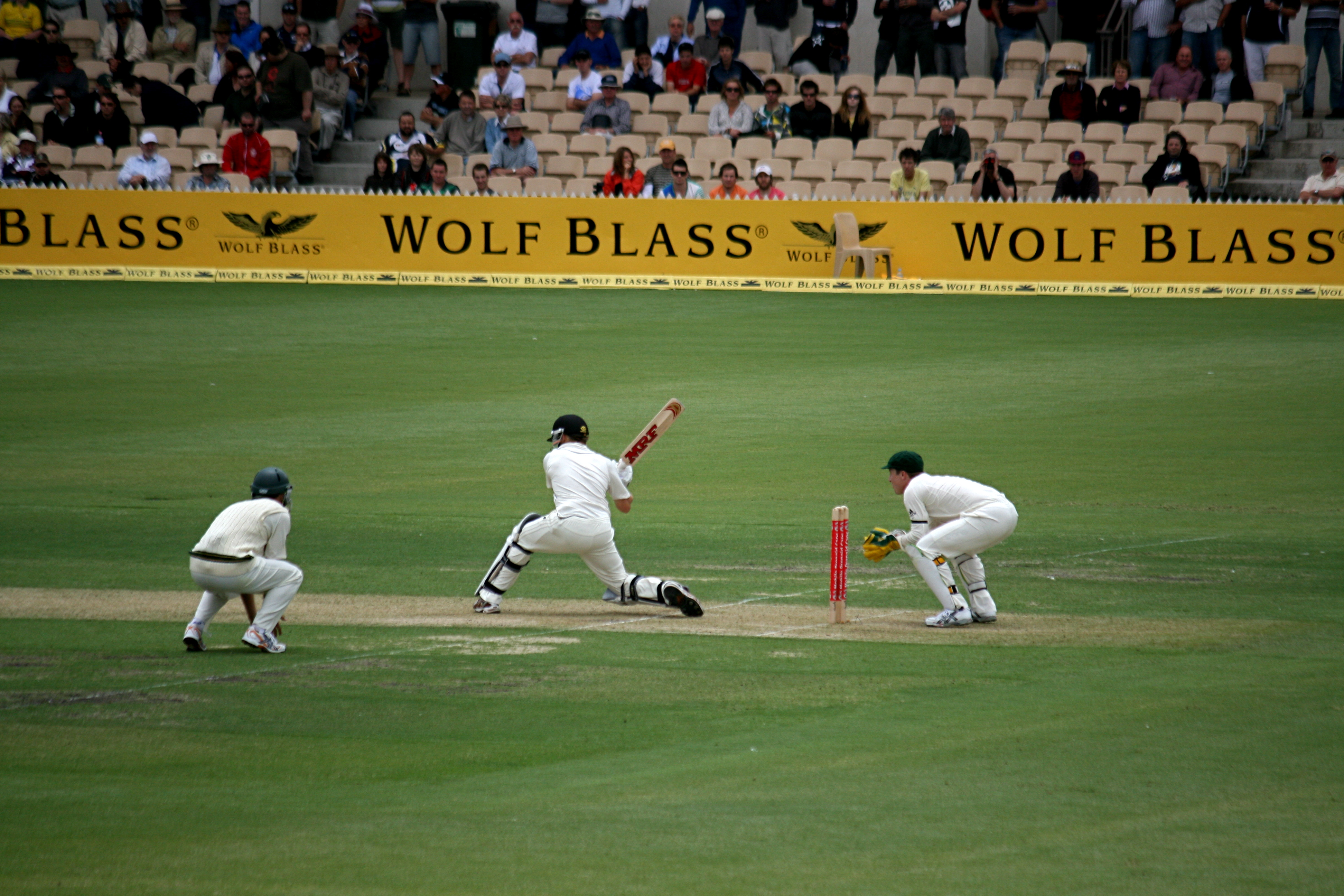
مباراة كريكت بين نيوزيلندا وأستراليا

الرياضة في نيوزيلندا جزء مهم في الثقافة النيوزلندية، الرياضات الشعبية في نيوزيلندا هي اتحاد الرغبي والكريكت وكرة الشبكة والمعروفة بشعبيتها في الكومنولث، تمكنت نيوزلندا من تحقيق عدة إنجازات في الرياضة منها احتلال المركز الثاني عشر في أولمبياد لندن 2012، الرياضات الشعبية الأُخرى في نيوزيلندا هي كرة السلة والغولف وكرة المضرب والرياضات المائية والتجديف والملاحة الشراعية والرياضات الشتوية مثل التزحلق على الثلج والتزلج على الثلوج ولعبة البولينج.

## الرياضات الكبرى

### اتحاد الرغبي
تُعد اتحاد الرغبي الرياضة الوطنية في نيوزيلندا، وهي شائعة لدى جميع شرائح المجتمع النيوزيلندي، ويربط الكثير من المواطنين النيوزيلنديين هذه الرياضة بهويتهم الوطنية. تمتلك هذه الرياضة أكبر عددٍ من المتفرجين المتابعين لها بين جميع الرياضات الأخرى في نيوزيلندا. يمتلك المنتخب النيوزيلندي الوطني للرغبي -الذي يُطلق عليه اسم «الأول بلاكس»- أفضل سجل للفوز بين جميع المنتخبات الوطنية الأخرى في العالم، ويحتل المرتبة الأولى عالميًا في الوقت الحالي. فاز الأول بلاكس بكأس العالم للرغبي لأول مرة في عام 1987، وفازوا به مرةً أخرى على أراضيهم في عام 2011. أحرزوا لقب كأس العالم للمرة الثالثة في عام 2015 في إنجلترا، ما جعلهم أول فريق حامل للقب يحتفظ بلقبه بنجاح. يؤدي الأول بلاكس رقصة الهاكا، وهو تحدٍ يعود أصله إلى شعب الماوري، وذلك في بداية مبارياتهم الدولية. قُلّدت هذه الممارسة من قبل العديد من المنتخبات الوطنية لا سيما منتخب نيوزيلندا الوطني لدوري الرغبي ومنتخب نيوزيلندا لكرة السلة.
إضافةً إلى المباريات التجريبية، تُتابع ثلاثة منافساتٍ على نطاق واسع في نيوزيلندا:
- سوبر رغبي (عُرفت سابقًا بأسماء سوبر 6 وسوبر 10 وسوبر 12 وسوبر 14)، وهي مسابقة فرق النخبة في النصف الجنوبي من الكرة الأرضية. شملت هذه المسابقة فرقًا من نيوزيلندا وأستراليا وجنوب أفريقيا، وفي عام 2016، أُضيفت فرقٌ من الأرجنتين واليابان (مع لعِب فريق اليابان لبعض مباريات الذهاب في دولة سنغافورة). تمتد منافسات هذه المسابقة من الصيف حتى الشتاء (من فبراير إلى أغسطس)، مع وجود استراحة لثلاثة أسابيع في شهر يونيو من أجل لعب المباريات الدولية التجريبية.
- كأس مايتر 10 (الذي عُرف سابقًا باسمي «كأس إير نيوزيلندا» و«كأس آي تي إم»)، الذي أنشئ في عام 2006 خلفًا لبطولة المقاطعة الوطنية (إن بّي سي)، ويشمل فرق المقاطعات النيوزيلندية شبه المحترفة وتدور منافسات هذا الكأس خلال أشهر الشتاء والربيع، من أغسطس إلى نوفمبر.
- بطولة هارتلاند، وهي بطولة للهواة تُشارك فيها فرق المقاطعات النيوزيلندية ذات المستوى الأدنى، أنشئت في عام 2006 خلفًا لبطولة المقاطعة الوطنية وتدور منافساتها في أشهر الشتاء والربيع أيضًا، من أغسطس إلى نوفمبر.

بالنسبة لمنافسات سباعيات الرغبي، شكَّل المنتخب الوطني النيوزيلندي لسباعيات الرغبي للرجال القوة العظمى في هذه الرياضة منذ إنشاء السلسلة العالمية للرغبي في عام 1999، إذ أحرز لقب السلسلة العالمية 12 مرة من أصل 16 موسم. فازوا أيضًا بكأس العالم لسباعيات الرغبي ثلاث مرات، وذلك في 2001 و2013 وفي النسخة الأخيرة التي دارت في 2018، وفازوا أيضًا بالمداليات الذهبية الأربع الأولى الممنوحة في دورة ألعاب الكومنولث لسباعيات الرغبي (1998-2010). تستضيف البلاد أيضًا دورًا واحدًا من السلسلة العالمية في كل موسم في ملعب ويلينغتون الإقليمي في العاصمة ويلنغتون. في سباعيات الرغبي للسيدات، يُهيمن المنتخب الوطني للسيدات كهيمنة الرجال؛ إذ فُزْنَ بالنسخ الثلاثة الأولى للسلسلة الدولية لسباعيات الرغبي للسيدات (2013-2015)، فحملن لقب كأس العالم لسباعيات الرغبي حاليًا، وفزن ببطولات السيدات لعامي 2013 و2018. ستستضيف نيوزيلندا كأس العالم لرغبي السيدات في عام 2021، وستكون هذه أول بطولة لكأس العالم لرغبي السيدات مقامة في النصف الجنوبي للكرة الأرضية.

### كرة السلة
شهدت كرة السلة نموًا هائلًا في شعبيتها منذ عام 2013، إذ أصبحت ثالث أكثر رياضة شعبية من ناحية مشاركة طلاب المدارس الثانوية فيها بعد كل من كرة الشبكة واتحاد الرغبي. تتنافس نيوزيلندا في الدوري الأسترالي لكرة السلة من خلال فريفها الخاص بها الذي يُعرف باسم «نيو زيلاند بريكرز». خارج إطار هذا الدوري، أنشأوا لاعبين احترفوا في الرابطة الوطنية لكرة السلة (إن بي إيه)، مثل ستيفن آدمز وكيرك بّيني.
لم تُحقق نيوزيلندا نجاحًا على الصعيد الدولي. في 2002، احتل منتخب نيوزيلندا لكرة السلة «التول بلاكس» المركز الرابع في بطولة كأس العالم لكرة السلة 2002. في السنوات الأخيرة، لم يُبلِ المنتخب الوطني بلاءً حسنًا.

### الكريكت
تُعد رياضة الكريكت الرياضة الصيفية الوطنية في نيوزيلندا، وهي إحدى 12 دولة متنافسة في مباريات الكريكت التجريبية. لا تُتابع منافسات المقاطعة على نطاق واسع كما هو الحال في الرغبي، لكن تُشاهد المباريات الدولية بحماس من قبل جمع غفيرٍ من السكان. يُوازي هذا الحالة العالمية للكريكت، إذ تُتابع المباريات الدولية على نطاق أوسع من المباريات المحلية في جميع بلدان الكريكت الكبرى.
تاريخيًا، لم يصل المنتخب الوطني للكريكت إلى نفس مستوى نجاح المنتخب الوطني للرغبي. لعبت نيوزيلندا أول مبارياتها التجريبية في 1930، لكنها احتاجت الانتظار حتى عام 1956 للفوز بأول مباراة تجريبية لها. تصاعدت نجاحات المنتخب الوطني خلال سبعينيات القرن العشرين وثمانينياته. لعب أشهر لاعب للكريكت في نيوزيلندا في هذا العصر، وهو الرامي السريع ريتشارد هادلي الذي كان أول رامٍ للكرات يُحرز 400 هدف في مباريات الكريكت التجريبية.
تُعرف نيوزيلندا تقليديًا بأنها أكثر قوة في مباريات الكريكت ذات اليوم الواحد، إذ وصلوا إلى نهائي كأس العالم للكريكت في عام 2015 بعد هزيمة جنوب أفريقيا في نصف النهائي لكنها خسرت في نهاية المطاف من قبل أستراليا في الدور النهائي. أحرز المنتخب نسخة عام 2000 من كأس أبطال المجلس الدولي للكريكيت، ووصل إلى نهائي نسخة عام 2009، وأحرز الميدالية البرونزية في دور ألعاب الكومنولث 1998. وصل المنتخب النيوزيلندي إلى الدور النهائي لكأس العالم للكريكت 2019 وخسر ضد الفريق الإنجليزي في مباراة متكافئة جدًا.
في كريكت التوينتي 20، وصلت نيوزيلندا إلى الدور نصف النهائي لكأس العالم لكريكت التوينتي 20 التابع للمجلس الدولي للكريكيت في عامي 2007 و2016.
وصل منتخب نيوزيلندا للكريكت للسيدات «الوايت فيرنز» إلى الدور النهائي من كأس العالم للسيدات في أربع مناسبات، وأحرزن اللقب في نسخة عام 2000.
يوجد أيضًا ما يُعرف بنادي نيوزيلندا اللندني للكريكت في مدينة لندن في إنجلترا، وهو للنيوزيلنديين الذين يعيشون في المملكة المتحدة.

### كرة الشبكة
تُعد كرة الشبكة أكثر الرياضات النسوية شيوعًا من ناحية المشاركة والاهتمام الجماهيري في نيوزيلندا. كما هو الحال في البلدان التي يشيع لعب كرة الشبكة فيها، تُعتبر كرة الشبكة من الرياضات النسوية، وتكون منافسات الرجال في كرة الشبكة تكميلية لمنافسات النساء. تحتل هذه الرياضة مكانة عالية في نيوزيلندا، ويعود الفضل الكبير في هذا إلى منتخبها الوطني المعروف باسم «سلفر فيرنز»، الذي ظل في مقدمة العالم في رياضة كرة الشبكة لعقود عديدة. في 2008، أصبحت كرة الشبكة رياضةً شبه احترافية في نيوزيلندا وذلك بعد استحداث «بطولة إيه إن زد» العابرة لتاسمان. يدير اتحاد كرة الشبكة النيوزيلندي هذه النشاطات التابعة لهذه الرياضة، إذ سجل 125,500 لاعب في عام 2006.

### دوري الرغبي
على العكس من أستراليا، التي يهيمن نظام دوري الرغبي فيها، فإن اتحاد الرغبي هو النظام الأكثر شعبيةً في نيوزيلندا. يُصنف الدوري المحلي النيوزيلندي على أنه شبه احترافي ولا يحظى بمكانة عالية بين النيوزيلنديين. مع ذلك، فإن شعبية الدوري الوطني الأسترالي -الذي يلعب فيه فريق «نيوزيلندا ووريورز»- في ازديادٍ مستمر. شارك المنتخب الوطني في منافسات كأس العالم لدوري الرغبي منذ عام 1954. أحرزوا بطولة العالم للمرة الأولى في 22 نوفمبر من عام 2008 في ملعب لانغ بارك في مدينة بريزبان. وصل المنتخب إلى الدور النهائي لكأس العالم لدوري الرغبي 2013 (الذي استضافته كل من إنجلترا وويلز) في يوم السبت 30 أكتوبر 2013، لكنهم خسروا ضد أستراليا بنتيجة 34-2. جاء اللقب الأحدث لمنتخب نيوزيلندا في عام 2014 في بطولة الأمم الأربعة لدوري الرغبي بعد تغلبها على أستراليا، وهذه هي المرة الثانية التي يفوزون فيها ببطولة الأمم الأربعة لدوري الرغبي.